# Emil Gârleanu
Emil Gârleanu (Iași, 1878 – Craiova, 1914) è stato uno scrittore rumeno.

## Biografia
Nel 1908 fondò con Dimitrie Anghel e Ștefan Octavian Iosif la Società degli scrittori rumeni. Fu autore delle opere Gli antenati (1905), Un tempo (1907), Il primo dolore (1907), In una notte di Maggio (1908), tre spettri (1910), Il noce di Odobac (1910), Dal mondo di coloro che non parlano (1910).